# Радио Белград 1
Радио Белград 1 (на сръбски: Радио Београд 1) е радиостанция в Сърбия, първа програма на националното Радио Белград, част от медиите на обществената Радио-телевизия на Сърбия. То е приемник на Радио Белград, което стартира с това име на 24 март 1929 г. Седалището на радиото е в Белград. Излъчва информативни предавания. По-известно негово предаване е „Код два голуба бела“. Пуска музикални произведения в стил класическа, забавна и чуждестранна музика.